# European Cup 10000m 2007
De European Cup 10000m 2007 was de elfde editie van de European Cup 10000m, een Europees kampioenschap, waar landenteams in twee categorieën strijden. De wedstrijd vond plaats in Ferrara in Italië op 7 april. De wedstrijd werd georganiseerd door de atletiekbond van Italië, in samenwerking met de European Athletic Association. 
De European Cup 10000m 2007 bestond uit twee wedstrijden, een voor mannen en een voor vrouwen. In totaal deden er 26 mannen en 20 vrouwen mee. De wedstrijd werd gehouden op een vrij warme en winderige dag.

## Belgische deelnemers
| Plaats | Naam            | Categorie | Tijd     |
| ------ | --------------- | --------- | -------- |
| Brons  | Nathalie De Vos | vrouwen   | 32.07,62 |
| 12e    | Anke Van Campen | vrouwen   | 34.13,07 |

## Nederlandse deelnemers
| Plaats | Naam             | Categorie | Tijd     |
| ------ | ---------------- | --------- | -------- |
| 8e     | Sander Schutgens | mannen    | 29.07,41 |
| 14e    | Michel Butter    | mannen    | 29.34,79 |
| DNF    | Khalid Choukoud  | mannen    | nvt      |
| DNF    | Selma Borst      | vrouwen   | nvt      |

## Uitslagen

### Mannen
| rang   | naam                | land | tijd     |      |
| ------ | ------------------- | ---- | -------- | ---- |
| Goud   | André Pollmächer    | GER  | 28.17,17 | (PB) |
| Zilver | Günther Weidlinger  | AUT  | 28.19,11 | (PB) |
| Brons  | Carles Castillejo   | ESP  | 28.32,70 | (SB) |
| 4      | Vasyl Matviychuk    | UKR  | 28.34,98 | (SB) |
| 5      | Rui Pedro Silva     | POR  | 28.56,66 | (PB) |
| 6      | Daniele Meucci      | ITA  | 28.56,70 | (SB) |
| 7      | Iván Hierro         | ESP  | 29.05,68 | (SB) |
| 8      | Sander Schutgens    | NED  | 29.07,41 | (SB) |
| 9      | José Ríos           | ESP  | 29.16,71 | (SB) |
| 10     | Gian Marco Buttazzo | ITA  | 29.17,10 | (SB) |

### Vrouwen
| rang   | naam                | land | tijd     |      |
| ------ | ------------------- | ---- | -------- | ---- |
| Goud   | Elvan Abeylegesse   | TUR  | 31.25,15 | (SB) |
| Zilver | Tetyana Holovchenko | UKR  | 31.59,98 | (PB) |
| Brons  | Nathalie De Vos     | BEL  | 32.07,62 | (SB) |
| 4      | Jo Pavey            | GBR  | 32.21,19 | (PB) |
| 5      | Rosa María Morató   | ESP  | 32.23,61 | (PB) |
| 6      | Fatna Maraoui       | ITA  | 33.05,79 | (PB) |
| 7      | Isabel Checa        | ESP  | 33.09,19 | (PB) |
| 8      | Silvia Sommaggio    | ITA  | 33.14,97 | (SB) |
| 9      | Renate Rungger      | ITA  | 33.19,75 | (SB) |
| 10     | María Elena Moreno  | ESP  | 33.29,43 | (SB) |

### Teamstanden mannen
| rang   | land     | tijd       |
| ------ | -------- | ---------- |
| Goud   | Spanje   | 1:26.55,09 |
| Zilver | Italië   | 1:27.44,24 |
| Brons  | Portugal | 1:27.48,78 |

### Teamstanden vrouwen
| rang   | land   | tijd       |
| ------ | ------ | ---------- |
| Goud   | Spanje | 1:39.02,23 |
| Zilver | Italië | 1:39.40,51 |